# Pierre Moussa (banquier)
Pour les articles homonymes, voir Pierre Moussa et Moussa.
Pierre Moussa, né le 5 mars 1922 à Lyon 3e et mort le 30 juin 2019 à Issy-les-Moulineaux, est un haut fonctionnaire français devenu banquier.

## Biographie

### Jeunesse et études
Son père était un universitaire égyptien et sa mère une sage-femme française, fille de sage-femme. C'est sa mère qui l'a élevé, son père étant rapidement retourné en Égypte,.  
Pierre Moussa entre en 1940 à l'École normale supérieure de la rue d'Ulm. Il est reçu à l'agrégation de lettres en 1943. 
Il est le demi frère de l'homme politique égyptien Amr Moussa

### Parcours professionnel
Se destinant à une carrière dans la haute fonction publique, il entre en 1946 à l'Inspection générale des finances dont il sort major. Il partage ensuite sa vie entre les cabinets ministériels, les postes de haut fonctionnaire (Directeur du transport aérien, Président de la fédération française des sociétés d'assurances...) et les grandes organisations internationales (OCDE, Banque mondiale). Il occupe plusieurs fonctions liées à l'outre-mer.
Il enseigne à l'École nationale de la France d'outre-mer de 1955 à 1959. Il est maître de conférences, puis professeur à l'École nationale d'administration de 1956 à 1960. Il enseigne à l'Institut d'études politiques de Paris, de 1959 à 1971.
On lui doit la paternité de l'expression « complexe hollandais » qui fut utilisée pour souligner la bonne performance de l'économie hollandaise à la suite de la perte de l'Indonésie[réf. nécessaire]. En 1962, lorsque la Banque Mondiale créa un nouveau département, consacré au continent africain, Pierre Moussa fut le premier directeur de ce département, et le demeura 3 ans.
En 1965, il passe dans le privé. En février 1969, Jacques de Fouchier lui confie le poste de directeur général adjoint de la Banque de Paris et des Pays-Bas (Paribas) et quelques mois plus tard, il en devient le directeur général. En 1975, il devient vice-président, puis président-directeur général (1978-1982) de la Compagnie financière de Paris et des Pays-Bas. 
Lorsque le gouvernement de Pierre Mauroy entreprend un certain nombre de nationalisations (loi du 13 février 1982), dont celles des compagnies financières Suez et « Paribas », Moussa, après avoir en vain essayé de convaincre le gouvernement, d'abord de ne pas nationaliser Paribas, puis de limiter la nationalisation à la partie bancaire de Paribas, imagine un procédé (dit opération « Arche de Noé ») qui permettra de soustraire au fisc français l'essentiel des actifs de la société qu'il dirige : après transfert de fonds vers les filiales belges et suisse de la compagnie : (Compagnie belge de participations-Cobepa et Paribas Genève SA-Pargesa) en transférant une partie de leur capital à un nouveau holding, la société suisse Pargesa, contrôlée par des partenaires étrangers de Paribas, dont Albert Frère. La réalisation de ce plan est confiée à Gérard Eskénazi, tandis que Moussa, montré du doigt par le gouvernement français, doit démissionner de la présidence de la compagnie et part à l'étranger. Inculpé par la XIe chambre correctionnelle du tribunal de Paris sur deux plaintes du Ministère du budget (2 et 6 novembre 1981), Pierre Moussa est relaxé contre toute attente le 26 avril 1984, cependant que 22 de ses collaborateurs sont condamnés à des peines de prison, dont quatre par contumace. Il ne reviendra en France qu'en 1986, sous le gouvernement Chirac.
En 1984, Pierre Moussa créa Pallas group (devenu ensuite Pallas holding) dont il demeurera président-directeur général jusqu'à sa fusion avec la banque Pallas-Stern, la petite Banque Morhange, et la Compagnie industrielle de Paris (COMIPAR) en 1992. Pallas-Stern, fortement touchée par l'effondrement de l'immobilier du marché parisien à partir de 1991, déposa son bilan en 1995 ; mais selon l'IFRAP, Pierre Moussa porte une responsabilité décisive dans le dépôt de bilan de cet établissement.
Pierre Moussa préside le club Le Siècle du 1er janvier 1966 au 31 décembre 1968.
En 1999, il crée, avec son épouse Annie, décédée en 2014, la Fondation pour l'entreprise africaine, reconnue d'utilité publique.

### Parcours professoral
Pierre Moussa enseigne à l'École nationale de la France d'outre-mer de 1955 à 1959. Il est maître de conférences, puis professeur, à l'École nationale d'administration de 1956 à 1960, et à l'Institut d'études politiques de Paris de 1959 à 1971.

### Écrits de Pierre Moussa
- Les nations prolétaires, PUF, 1959
- Les États-Unis et les nations prolétaires, Seuil, 1965
- La Roue de la fortune. Souvenirs d'un financier, Fayard, 1989 - Prix Jackie-Bouquin[10]
- Caliban naufragé, les relations Nord/Sud à la fin du XXe siècle, Fayard, 1994
- Notre aventure humaine, Grasset, 2005
- Les 25 empires du désert, Saint-Simon, 2011[4]